# Blessé au combat

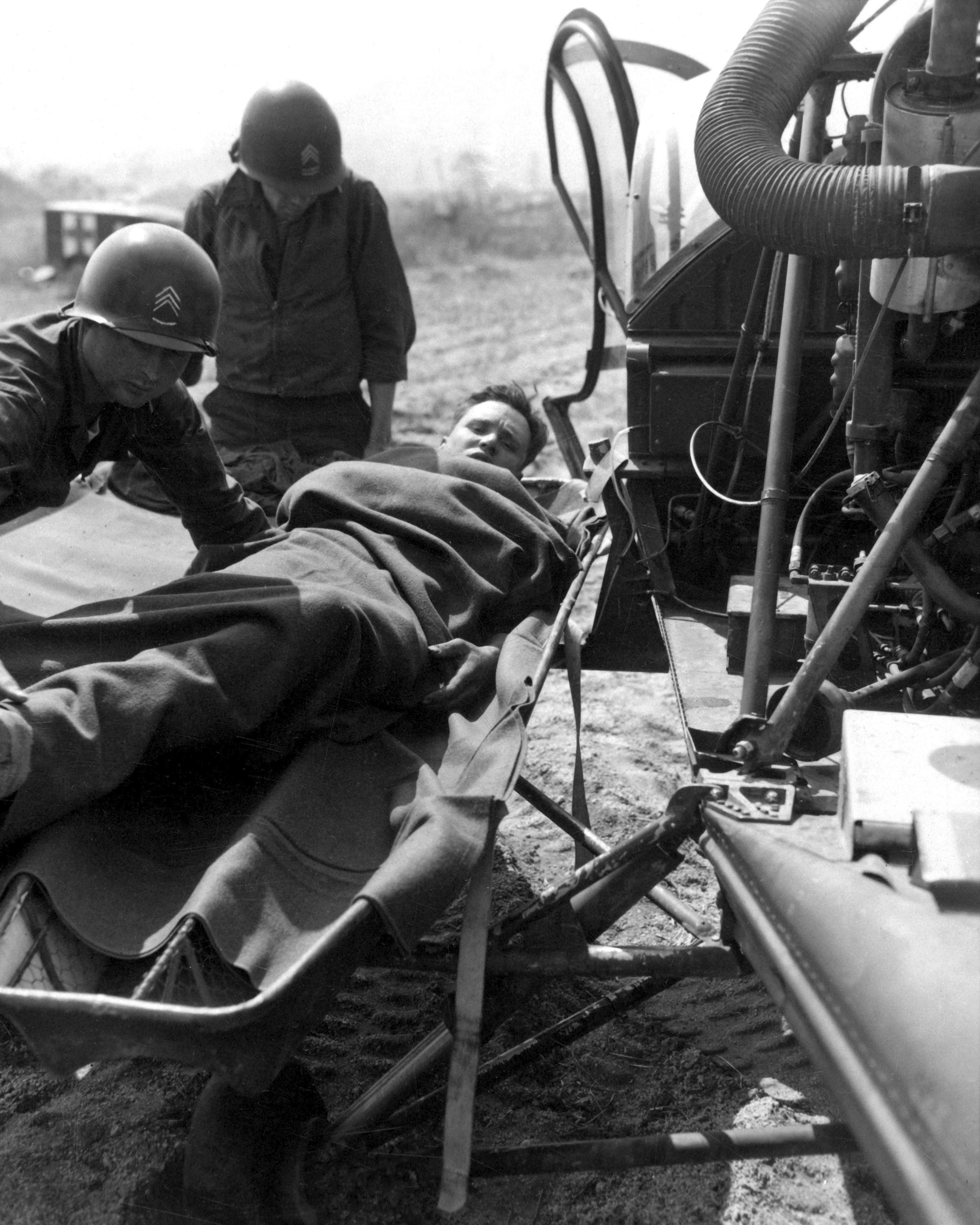
Un américain blessé qui est transporté sur un brancard.

Blessé au combat (WIA pour Wounded in action en anglais) décrit les combattants qui ont été blessés pendant les combats dans une zone de combat au cours de la guerre, mais qui n'ont pas été tués. Typiquement, cela implique qu'ils sont temporairement ou définitivement incapables de porter les armes ou de continuer à se battre.

Pour les militaires américains, devenir WIA lors d'un combat se traduit généralement par la remise de la médaille Purple Heart, parce que le propos de cette médaille  (l'une des décorations les plus élevées, militaires ou civils, officiellement donnée par le gouvernement américain) est de reconnaître ceux qui ont été tués, rendus invalides, ou blessés au cours d'une bataille.

## Définitions de l'OTAN

### Blessé au combat
Une perte au combat autre qu'un tué au combat est une personne qui a subi une lésion due à un agent ou une cause externe. Le terme englobe tous les types de blessures et d'autres blessures subies au combat, s'il y a pénétration du corps, comme dans une plaie pénétrante ou perforante, ou aucune, comme dans une contusion ; toutes les fractures, les brûlures, les commotions cérébrales, tous les effets des attaques biologiques et chimiques, les effets de l'exposition aux rayonnements ionisants ou de toute autre arme ou agent destructeur.

### Mort de ses blessures reçues au combat
Une victime d'un bataille est une personne qui meurt de blessures ou d'autres blessures reçues au combat, après avoir atteint une installation de traitement médical. Aux États-Unis le sigle utilisé est de DOW (Died of wounds), alors que l'OTAN utilise DWRIA (Died of wounds received in action).